# اصول مهندسی و علم مواد
اصول مهندسی و علم مواد کتابی از لارنس اچ. ون ولک با ترجمهٔ فخرالدین اشرفی‌زاده، فریبا سعادت، اردشیر طهماسبی، احمد منشی است که در سال ۱۳۷۱ منتشر و در مراسم کتاب سال جمهوری اسلامی ایران به‌عنوان کتاب برگزیده معرفی شد.